# Lago di Lungern
Il lago di Lungern, (Lungerersee in tedesco), è un piccolo lago naturale di origine glaciale della Svizzera, interamente compreso nel territorio comunale di Lungern.

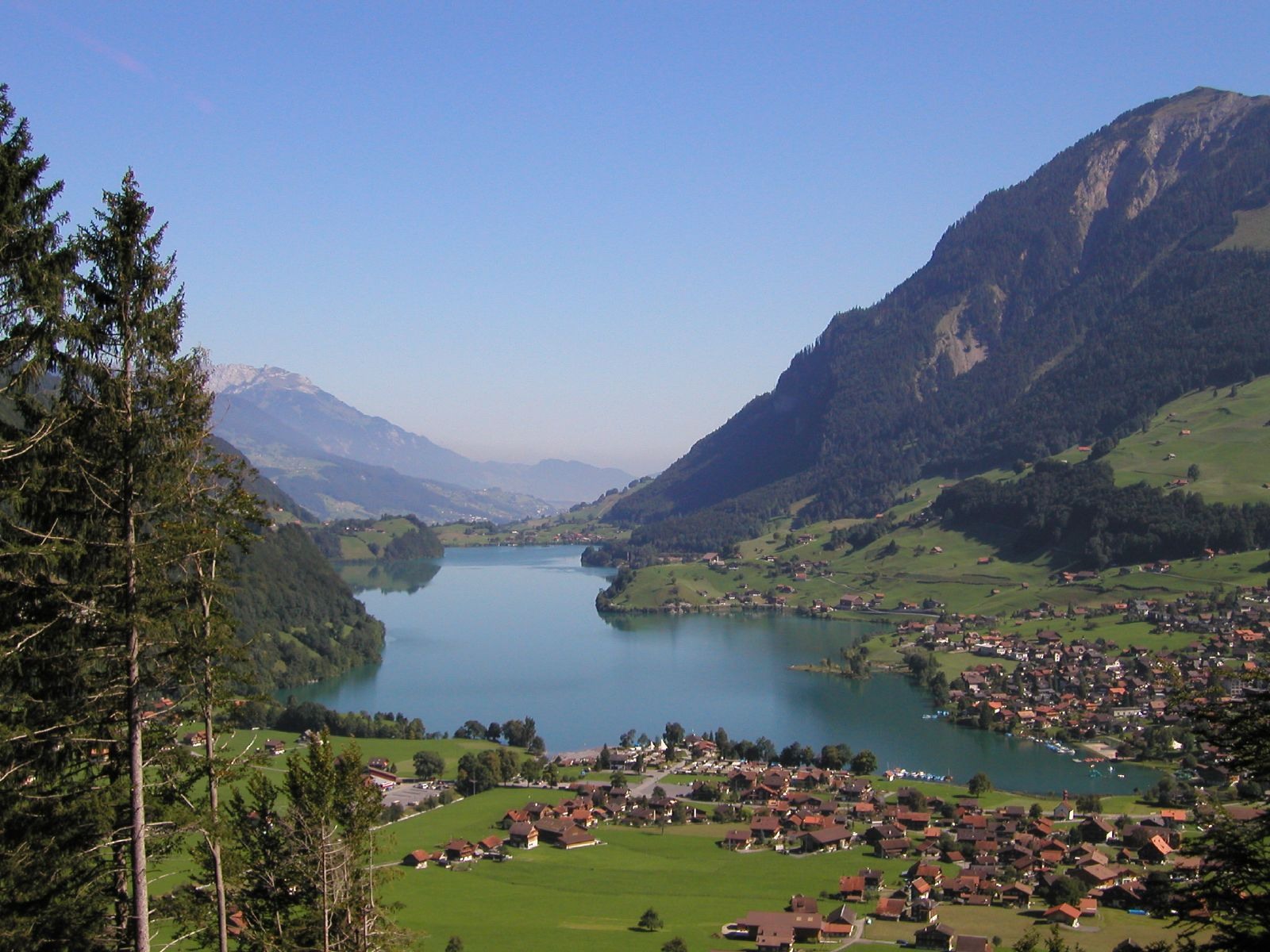
Il lago di Lungern visto dal Passo di Brünig